# Kisharangláb
Harangláb vagy Kisharangláb (ukránul Горонглаб, Дзвінкове (Horonhlab, Dzvinkove) falu Ukrajnában, Kárpátalján, a Beregszászi járásban. Bótrágy községi tanácsának társközsége.

## Fekvése
Harangláb a beregszászi járás északnyugati csücskében, közvetlenül az ukrán-magyar határ mentén fekszik, Beregszásztól 28 kilométerre, Bátyútól (a legközelebbi vasúti gócponttól) pedig 8 kilométerre. A település szélén 1989-ben a magyarországi Lónya felé kishatárátkelő nyílt, melyet 2003 őszén nemzetközivé nyilvánítottak. A települést számos buszjárat köti össze a járási központtal.

## Története
Az írásos emlékek a környék első tulajdonosának Bánk bánt említik. Harangláb nevét a 14. században említik először az oklevelek. Nevét a hagyományok szerint valamely magányos kápolnától, vagy remetelak mellett álló haranglábtól nyerte.
Harangláb kezdetektől fogva a Lónyay család birtoka volt, és évszázadokon át a nagylónyai uradalomhoz tartozott. Lakossága 1550-ig katolikus volt, majd miután a Lónyay család reformátussá vált, ők is áttértek a református hitre.
A XIV. századból maradt ránk az első írásos emlék a falu nevéről, amelyben már Haranglábnak említik. 1419-ben került Bótrággyal, Beregsommal és Bátyúval együtt a Lónyai família birtokába, mint királyi adomány.
A 18. század végéig a bótrágyi anyaszentegyház leányegyházaként működött. 1795-ben önálló anyaegyházzá lett, ekkor renoválták a már fennálló templomát is. Anyakönyvét is az 1795. évtől kezdték vezetni.
A 18. század végén Vályi András így ír róla: „HARANGLÁB. Magyar falu Bereg Várm. földes Ura Lónyai Uraság, lakosai reformátusok, fekszik a’ Kászonyi járásban, Mező Kaszonynak filiája, határja szűk, fája tűzre, és épűletre elég, legelője is, ha az áradások nem járják, réttyeit néha a’ víz el önti.”
Fényes Elek 1851-ben kiadott geográfiai szótárában így ír a faluról: „Harangláb, magyar falu, Beregh vmegyében, Kászonyhoz 1 1/2 órányira: 9 g. kath., 177 ref. lak. Ref. templom. Fája, legelője elég; rétjeit néha a viz elönti. F. u. Lónyay nemzetség. Ut. p. Beregszász.”
A trianoni béke előtt Bereg vármegye Mezőkaszonyi járásához tartozott. Ekkor a mesterségesen létrehozott Csehszlovákiához csatolták. 1938–44 között visszakerült Magyarországhoz.
A sztálinisták 1944 őszén 32 férfit hurcoltak el a községből közülük kilencen soha nem tértek vissza. 1945-ben Szovjetunióhoz csatolták a települést. 1991 óta Ukrajnához tartozik. A helyi református gyülekezet 1991-ben új templom építésébe kezdett, amelyet 1993 nyarán vettek birtokukba a hívek.

### A templom története
A faluban hosszú ideig nem épült templom, csak egy harangláb állt a templomnak használt épület mellett, mely teljesen fából készült. A hagyomány szerint ez egy erdészház volt, melyre kerekek voltak erősítve és így mozgathatóvá vált. Árvízveszély gyakran fenyegette a falut a közelben lévő tó miatt, ami esős időben még a mai napig is gyakran kilép a medréből. Ilyenkor a haranglábat próbálták magas helyre helyezni, hogy túlélje a katasztrófát. A jelenleg álló templom területe volt az utolsó állomása a haranglábnak, a múlt század elejétől innen már nem tudták tovább vinni. Az utolsó épségben maradt kereket még sokáig őrizték, és az úrasztala alatt helyezték el a kistemplomban. A templom 1993-ban épült fel rövid időn belül, még ebben az évben át is adták rendeltetésének. A templom mellett állt a parókia, mely nem volt az egyház tulajdona. Amikor enyhült az állam aparátus szorítása, a presbitérium kezdeményezésére a régi parókiát lebontották és ide építették az új, korszerű templomot. Néhány évvel később a fatemplomot lebontották és helyére parókiát építettek. 
A XX. században a következő lelkészek teljesítettek szolgáltot Haranglábon: Dajka Ignác (1916-ig), Pói József (1916-1956), Balog Miklós (1956-1958), Rózsa Lajos (1958-1960), Bán Zoltán (1960-1990), Pocsai Sándor (1990-1995), Kovács Sándor (1995-1996), Szántó János (1996-2006). 2006-tól a gyülekezet jelenlegi lelkipásztora Kovács Gyula. 
A falu 68%-át reformátusok adják. A pravoszlávok 20%-át adják Haranglábnak. 11% Jehova Tanúi és 1% katolikus vallású. Haranglábon fontos szerepet játszik az emberek életében a vallás. Az emberek 41%-a rendszeresen jár templomba. 40%-a ünnepekkor látogat el a templomba. 19% egyáltalán nem jár templomba, a megkérdezettek közül volt pár ember, aki teljesen ateistának vallotta magát. (Baranyi D.) 

### A falu ma
Az egyszerű szerkezetű település kilenc utcából (Határ őr, Petőfi, Sevcsenko, Leszja Ukrajinka, Zöld, Gagarin, Iskola út, Kossuth) áll. 211 lakóház van jelenleg, ebből 25 nem lakott. Házai egy-két kivétellel földszintes házak, ebből 60 teljesen új, mivel 2001 tavaszán az árvíz több mint 60 házat rongált meg. Ezeknek nagy részét le kellett bontani. A tönkretett, romba döntött otthonokat – hathatós állami és külföldi támogatással – azóta újjáépítették. A falu sűrűn lakott, a házak egymás szoros közelébe épültek. Minden lakóházhoz fél hektár föld tartozik.
Haranglábon a paraszti gazdálkodás néhány ágazata ismert. Jelenleg öt vállalkozás, hat farmergazdaság és 11 vegyes vállalkozó van. Az állattartás (szarvasmarha, juh, sertés és baromfi félék) a második meghatározó gazdálkodási forma. Becslések szerint a közösség több mint egyharmada – a munkaképes férfiak jelentős része, valamint a fiatalok többsége – külföldön vállal munkát.
Haranglábon ukrán és magyar nemzetiségű emberek élnek. Többségen magyar nemzetiségűnek vallották magukat. Az ukrán nemzetiségű emberek főként a falu által elnevezett „tanya” területén élnek. A magyar nemzetiségű emberek főként reformátusok és Jehova Tanúi hitűek. Az ukránok pravoszláv vallásúak, de van pár ukrán nemzetiségű református is. 

## Népessége
Az 1910-es népszámlálás adatai szerint 357 magyar lakosa volt; ebből 5 római katolikus, 327 református és 24 izraelita volt.